# Saison 10 de L'amour est dans le pré
La dixième saison de L'amour est dans le pré, est une émission de télévision française de téléréalité, diffusée chaque semaine sur M6 du lundi 8 juin 2015 au lundi 14 septembre 2015. Elle est présentée par Karine Le Marchand.
Les portraits des 14 agriculteurs participants à cette saison ont été diffusés les 5 et 12 janvier 2015. 

## Production et organisation

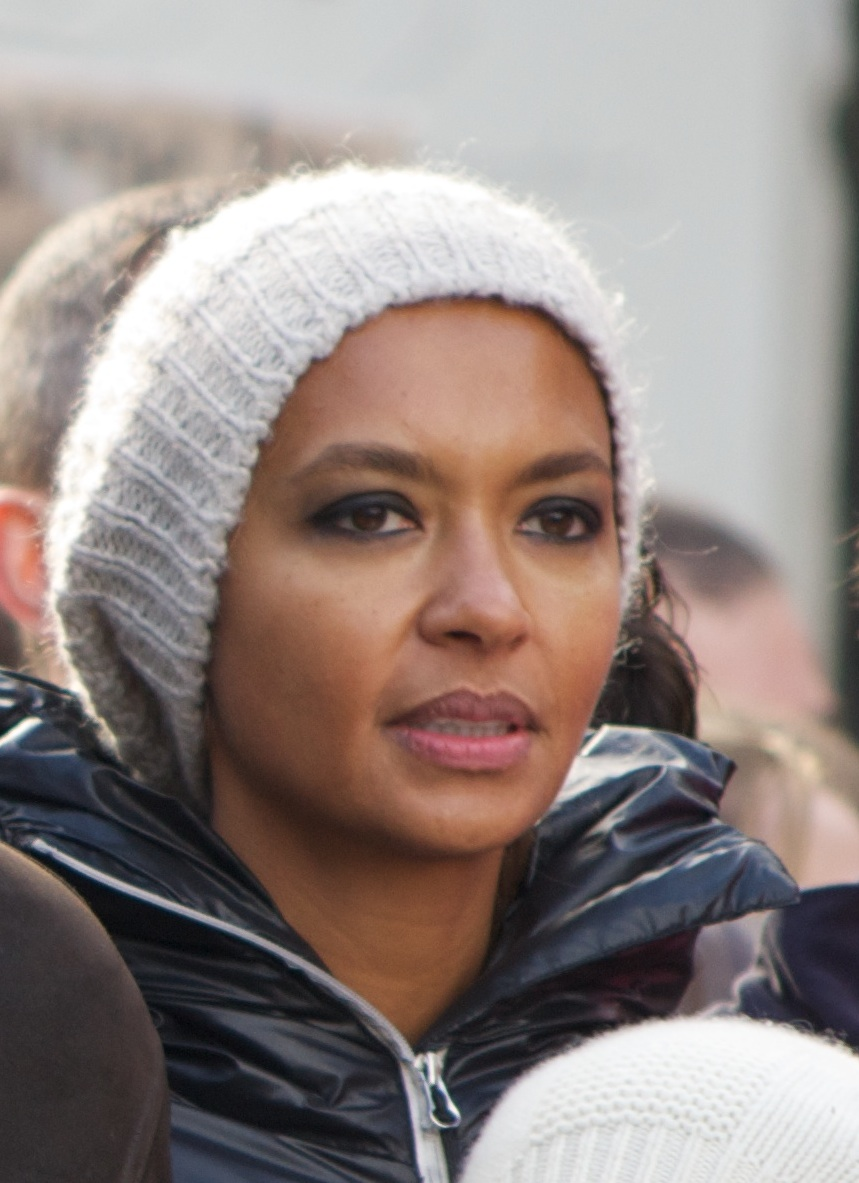
Karine Le Marchand présente l'émission.

Karine Le Marchand, présentatrice depuis la cinquième saison, l'est à nouveau pour cette édition.
La société de production Fremantle, produit une fois de plus cette saison.

## Participants
Ci-après, la liste des 14 participants de cette saison,,. C'est la première fois qu'un participant gay intègre l'émission.
| Participants | Participants  | Profession                         | Âge    | Localisation               | Intéressé par |
| ------------ | ------------- | ---------------------------------- | ------ | -------------------------- | ------------- |
| ♂            | Baptiste      | Éleveur de vaches et céréalier     | 36 ans | Champagne-Ardenne          | Femmes        |
| ♀            | Claire        | Éleveuse de vaches et de volailles | 24 ans | Midi-Pyrénées              | Hommes        |
| ♂            | Claude        | Éleveur de chevaux et céréalier    | 64 ans | Île-de-France              | Femmes        |
| ♂            | Cyrille       | Éleveur de vaches                  | 38 ans | Lorraine                   | Femmes        |
| ♂            | Éric          | Arboriculteur                      | 54 ans | Bourgogne                  | Femmes        |
| ♀            | Éva           | Éleveuse de vaches                 | 25 ans | Rhône-Alpes                | Hommes        |
| ♂            | Florent       | Éleveur de porcs                   | 26 ans | Picardie                   | Femmes        |
| ♂            | Franck        | Éleveur de vaches                  | 38 ans | Picardie                   | Femmes        |
| ♂            | Guillaume     | Éleveur de brebis                  | 31 ans | Auvergne                   | Hommes        |
| ♀            | Isabelle      | Éleveuse de chèvres                | 51 ans | Auvergne                   | Hommes        |
| ♂            | Jacky         | Éleveur de porcs                   | 26 ans | Pays de la Loire           | Femmes        |
| ♂            | Jean-Baptiste | Éleveur de vaches et de volailles  | 32 ans | Midi-Pyrénées              | Femmes        |
| ♂            | Michel        | Viticulteur et céréalier           | 52 ans | Poitou-Charentes           | Femmes        |
| ♂            | Thierry       | Viticulteur et arboriculteur       | 57 ans | Provence-Alpes-Côte d'Azur | Femmes        |

## Audiences et diffusion
En France, l'émission est diffusée les lundis : 5 et 12 janvier 2015, pour les portraits, et du 8 juin au 14 septembre 2015 pour le reste de la saison. Un épisode dure environ 2 h (publicités incluses), soit une diffusion de 21 h 5 à 23 h 5. Il est découpé en deux parties d'1 h, diffusées juste en suivant.
| Épisode | Jour et horaire de diffusion          | Nombre de téléspectateurs | Part de marché (sur les 4 ans et plus) | Classement des audiences | Réf.   |
| ------- | ------------------------------------- | ------------------------- | -------------------------------------- | ------------------------ | ------ |
| 1       | Lundi 5 janvier 2015 (21:00 - 22:50)  | 4 130 000                 | 16,3 %                                 | 2e                       | [ 10 ] |
| 2       | Lundi 12 janvier 2015 (21:00 - 22:50) | 4 170 000                 | 16,3 %                                 | 2e                       | [ 8 ]  |

| Épisode et partie  | Épisode et partie  | Diffusion               | Diffusion          | Audience moyenne          | Audience moyenne                       | Classement des audiences | Réf.   |
| Épisode et partie  | Épisode et partie  | Jour                    | Horaire            | Nombre de téléspectateurs | Part de marché (sur les 4 ans et plus) | Classement des audiences | Réf.   |
| ------------------ | ------------------ | ----------------------- | ------------------ | ------------------------- | -------------------------------------- | ------------------------ | ------ |
| 1                  | 1                  | Lundi 8 juin 2015       | 21:00 - 22:30      | 5 570 000                 | 22,2 %                                 | 1er                      | [ 11 ] |
| 1                  | 2                  | Lundi 8 juin 2015       | 22:30 - 23:50      | 4 560 000                 | 27,9 %                                 | 1er                      | [ 11 ] |
| 2                  | 3                  | Lundi 15 juin 2015      | 21:00 - 22:20      | 5 570 000                 | 22,1 %                                 | 1er                      | [ 12 ] |
| 2                  | 4                  | Lundi 15 juin 2015      | 22:20 - 23:40      | 4 720 000                 | 27,5 %                                 | 1er                      | [ 12 ] |
| 3                  | 5                  | Lundi 22 juin 2015      | 21:00 - 22:20      | 5 870 000                 | 23,3 %                                 | 1er                      | [ 13 ] |
| 3                  | 6                  | Lundi 22 juin 2015      | 22:20 - 23:40      | 5 050 000                 | 29,3 %                                 | 1er                      | [ 13 ] |
| 4                  | 7                  | Lundi 29 juin 2015      | 21:00 - 22:20      | 5 560 000                 | 23,7 %                                 | 1er                      | [ 14 ] |
| 4                  | 8                  | Lundi 29 juin 2015      | 22:20 - 23:40      | 4 840 000                 | 27,1 %                                 | 1er                      | [ 14 ] |
| 5                  | 9                  | Lundi 6 juillet 2015    | 21:00 - 22:20      | 5 140 000                 | 22,7 %                                 | 1er                      | [ 15 ] |
| 5                  | 10                 | Lundi 6 juillet 2015    | 22:20 - 23:40      | 5 110 000                 | 28,2 %                                 | 1er                      | [ 15 ] |
| 6                  | 11                 | Lundi 13 juillet 2015   | 21:00 - 22:05      | 3 620 000                 | 20,0 %                                 | 2e                       | [ 16 ] |
| 6                  | 12                 | Lundi 13 juillet 2015   | 22:05 - 23:20      | 3 330 000                 | 22,5 %                                 | 2e                       | [ 16 ] |
| 7                  | 13                 | Lundi 20 juillet 2015   | 21:00 - 22:05      | 4 920 000                 | 22,7 %                                 | 1er                      | [ 17 ] |
| 7                  | 14                 | Lundi 20 juillet 2015   | 22:05 - 23:20      | 4 880 000                 | 26,7 %                                 | 1er                      | [ 17 ] |
| 8                  | 15                 | Lundi 27 juillet 2015   | 21:00 - 22:05      | 5 320 000                 | 23,0 %                                 | 1er                      | [ 18 ] |
| 8                  | 16                 | Lundi 27 juillet 2015   | 22:05 - 23:20      | 4 920 000                 | 26,4 %                                 | 1er                      | [ 18 ] |
| 9                  | 17                 | Lundi 3 août 2015       | 21:00 - 22:05      | 4 440 000                 | 20,9 %                                 | 1er                      | [ 19 ] |
| 9                  | 18                 | Lundi 3 août 2015       | 22:05 - 23:20      | 4 560 000                 | 25,6 %                                 | 1er                      | [ 19 ] |
| 10                 | 19                 | Lundi 10 août 2015      | 21:00 - 22:05      | 4 700 000                 | 22,4 %                                 | 1er                      | [ 20 ] |
| 10                 | 20                 | Lundi 10 août 2015      | 22:05 - 23:20      | 4 650 000                 | 26,8 %                                 | 1er                      | [ 20 ] |
| 11                 | 21                 | Lundi 17 août 2015      | 21:00 - 22:05      | 5 010 000                 | 22,4 %                                 | 1er                      | [ 21 ] |
| 11                 | 22                 | Lundi 17 août 2015      | 22:05 - 23:20      | 4 800 000                 | 26,2 %                                 | 1er                      | [ 21 ] |
| 12                 | 23                 | Lundi 24 août 2015      | 21:00 - 22:05      | 5 210 000                 | 21,6 %                                 | 1er                      | [ 22 ] |
| 12                 | 24                 | Lundi 24 août 2015      | 22:05 - 23:20      | 4 950 000                 | 27,1 %                                 | 1er                      | [ 22 ] |
| 13                 | 25                 | Lundi 31 août 2015      | 21:00 - 22:05      | 5 400 000                 | 21,5 %                                 | 1er                      | [ 23 ] |
| 13                 | 26                 | Lundi 31 août 2015      | 22:05 - 23:20      | 4 790 000                 | 26 %                                   | 1er                      | [ 23 ] |
| 14                 | 27                 | Lundi 7 septembre 2015  | 21:00 - 22:05      | 5 190 000                 | 20,5 %                                 | 1er                      | [ 24 ] |
| 14                 | 28                 | Lundi 7 septembre 2015  | 22:05 - 23:20      | 4 140 000                 | 23,4 %                                 | 1er                      | [ 24 ] |
| 15                 | 29                 | Lundi 14 septembre 2015 | 21:00 - 22:05      | 4 760 000                 | 18,6 %                                 | 1er                      | [ 25 ] |
| 15                 | 30                 | Lundi 14 septembre 2015 | 22:05 - 23:20      | 3 990 000                 | 22,5 %                                 | 1er                      | [ 25 ] |
|                    |                    |                         |                    |                           |                                        |                          |        |
| Bilan de la saison | Bilan de la saison | Bilan de la saison      | Bilan de la saison | 4 900 000                 | 24 %                                   | –                        | [ 26 ] |

Légende :
- plus hauts scores d'audiences
- plus bas scores d'audiences